# Vinohrady (Bratislava)

Lage von Vinohrady in Bratislava

Vinohrady (deutsch Weinberge) ist eine der 20 Katastralgemeinden der slowakischen Hauptstadt Bratislava und eines der Stadtviertel des Stadtteils Nové Mesto. Diese macht mehr als 70 % der Landfläche des Stadtteils aus und bedeckt die westlichen und östlichen Hänge der Kleinen Karpaten. Vinohrady grenzt im Uhrzeigersinn an die Stadtteile Záhorská Bystrica, Rača, die Katastralgemeinde Nové Mesto, Staré Mesto, Karlova Ves und Lamač. Die Größe der Katastralgemeinde beträgt 27,629 km².
Die Katastralgemeinde erhielt ihren Namen nach den Weingärten, die einst große Teile der Hänge bedeckten, inzwischen aber vermehrtem Haus- und Wohnungsbau weichen müssen oder verlassen sind. Neben dem eigentlichen Stadtviertel Vinohrady liegen weitere inoffizielle Teile hier, wie:
- Ahoj (Rössler)
- Koliba (Strohhütte)
- Kramáre (Kramer oder Kramerberg)

Abgesehen von den bebauten Teilen liegt ein Großteil von Vinohrady im Bratislavský lesný park (deutsch Waldpark Bratislava) und umfasst die Gegend des Bergs Kamzík sowie weitere Erholungsstätten der Bratislavaer, wie zum Beispiel Železná studienka oder das obere Tal der Vydrica.